# Vườn quốc gia Mavrovo
Vườn quốc gia Mavrovo (tiếng Macedonia: Национален парк Маврово) là vườn quốc gia lớn nhất trong số các vườn quốc gia tại Bắc Macedonia. Được thành lập vào năm 1949, vườn quốc gia nằm trong khu vực núi Bistra, phía nam của núi Korab, phía tây của đất nước. Tên của nó được đặt theo tên ngôi làng Mavrovo gần đó.